# 乙骨耐軒

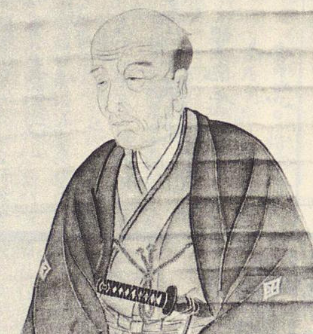
乙骨耐軒先生

乙骨 耐軒（おつこつ たいけん、1806年（文化3年） - 1859年8月14日（安政6年7月16日））は、江戸時代末期（幕末）の儒学者。諱は寛または完（かん）。字は栗甫。通称は彦四郎。別号に碧僊、乙事山人。長男は乙骨太郎乙。

## 生涯
御家人の鳥羽半七の子として江戸に生まれる。古賀侗庵に師事し、昌平黌に学び、文政12年（1829年）8月16日、助教となる。天保8年（1837年）西の丸御徒の乙骨半右衛門安知の娘婿となり、同10年（1839年）6月20日に跡目を相続。同14年（1843年）友野霞舟とともに徽典館初代学頭を務める。友野霞舟は耐軒より二十歳以上の年長ながら、共に忘年の交わりを結んだという。安政2年（1855年）江戸に戻り海防掛目付に転ずるが、安政の大獄で天守番に左遷された。享年54。墓所は小石川の寂円寺。
著作に「遊御岳記」「読瀛奎律髄刊誤条記」などがある。山梨県立文学館に「乙骨耐軒文書」が所蔵されている。

## 系譜
- 長男：乙骨太郎乙（英学者、沼津兵学校教授）
  - 孫：乙骨半二（1876-1948） - 東京帝大仏法科卒。シーメンス事件の検事[2]。のちに弁護士[3]
  - 孫：乙骨三郎（1881-1934） - 東京音楽学校 (旧制。現在の東京藝術大学音楽部・大学院音楽研究科の前身)教授。作詞家[4]
  - 孫：乙骨五郎（1890-1949） - 成蹊高等学校 (旧制)教授（のち学長）。東大文学部英文科卒
- 二男：上田絅二
  - 孫：上田敏（京都帝国大学文科大学教授、文学博士）